# Gablonzer Christbaumschmuck

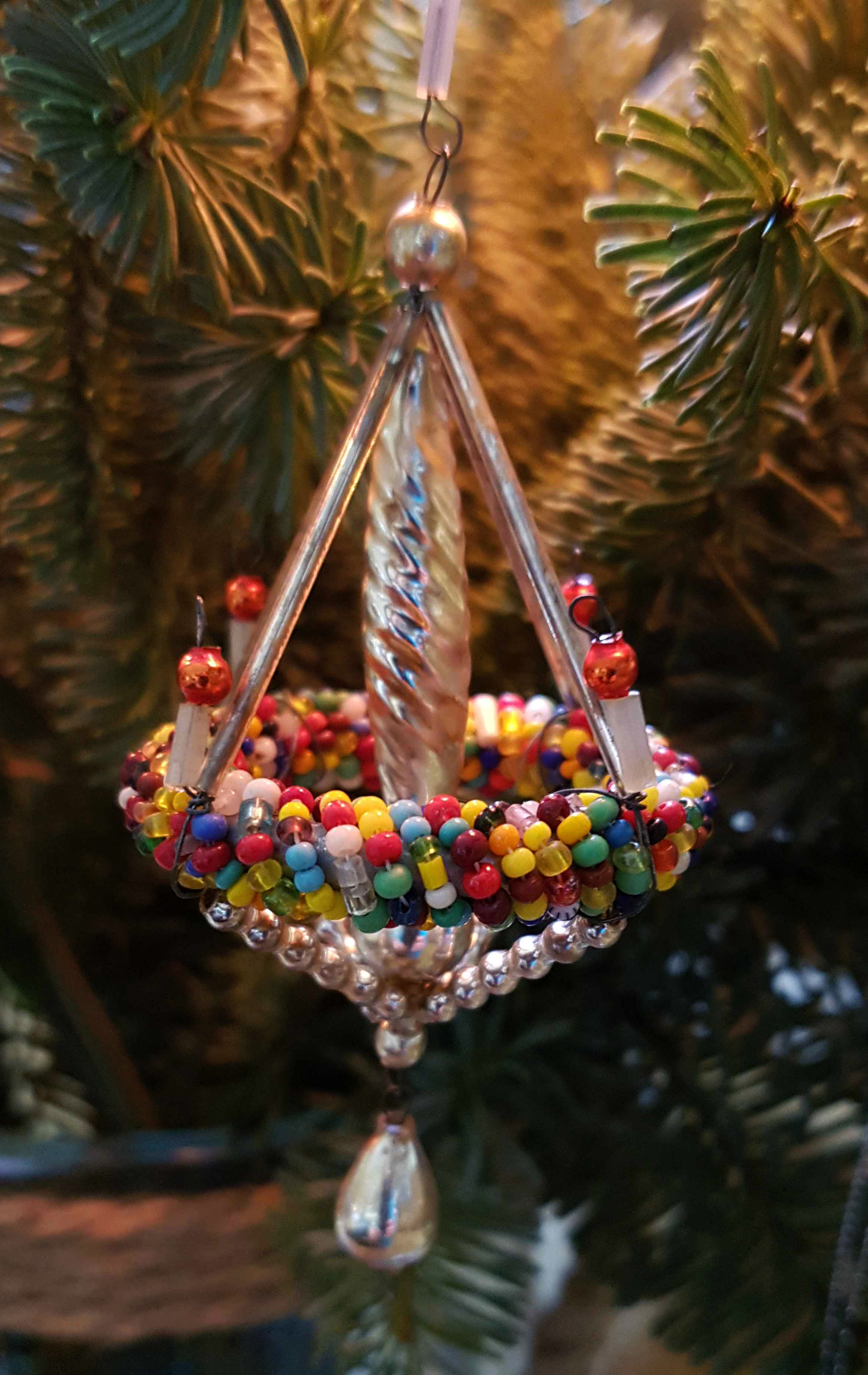
Gablonzer Christbaumschmuck im Baum

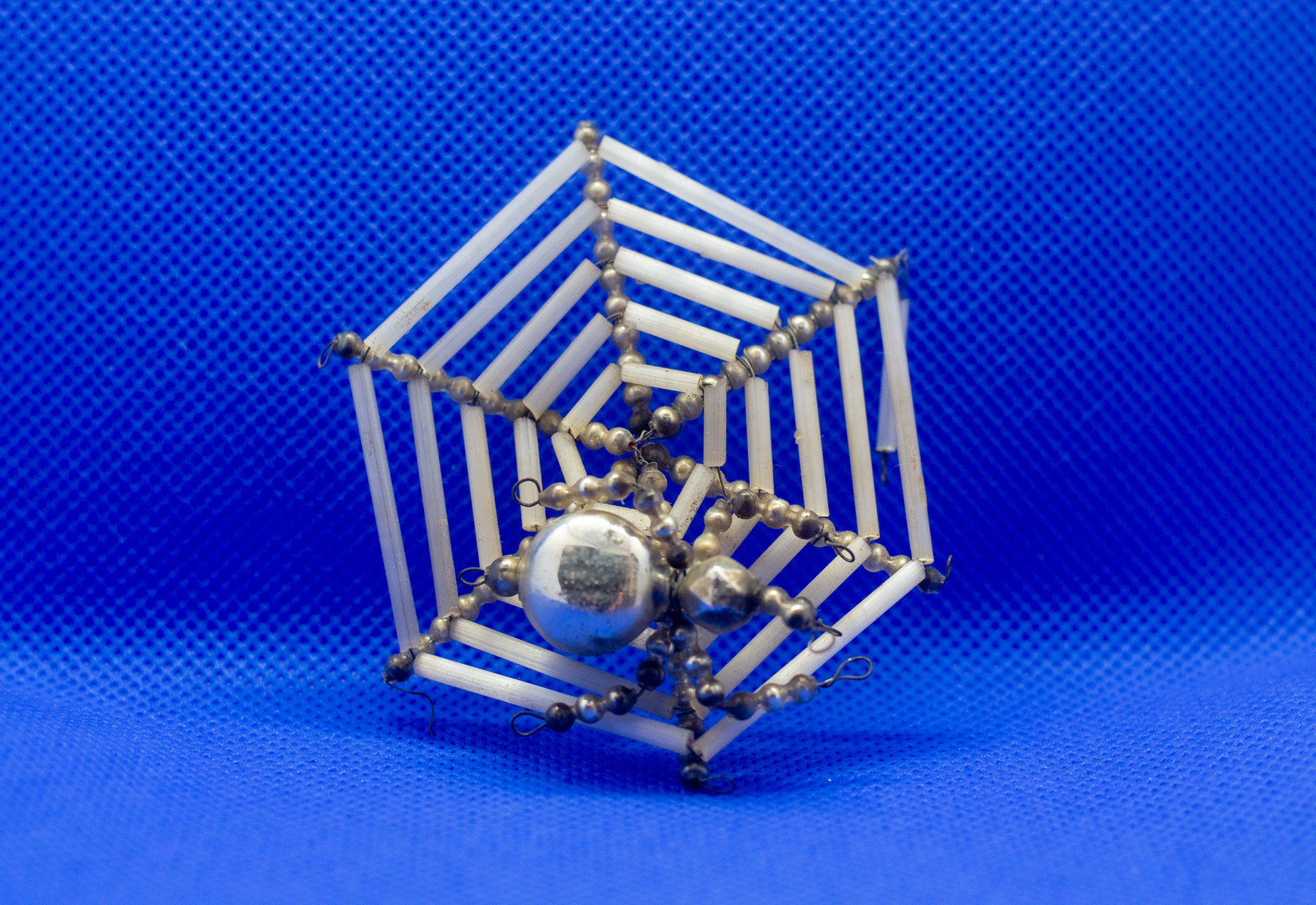
Die Darstellung von Spinnen und Spinnennetzen ist ein häufiges Motiv böhmischer Weihnachtsdekoration.

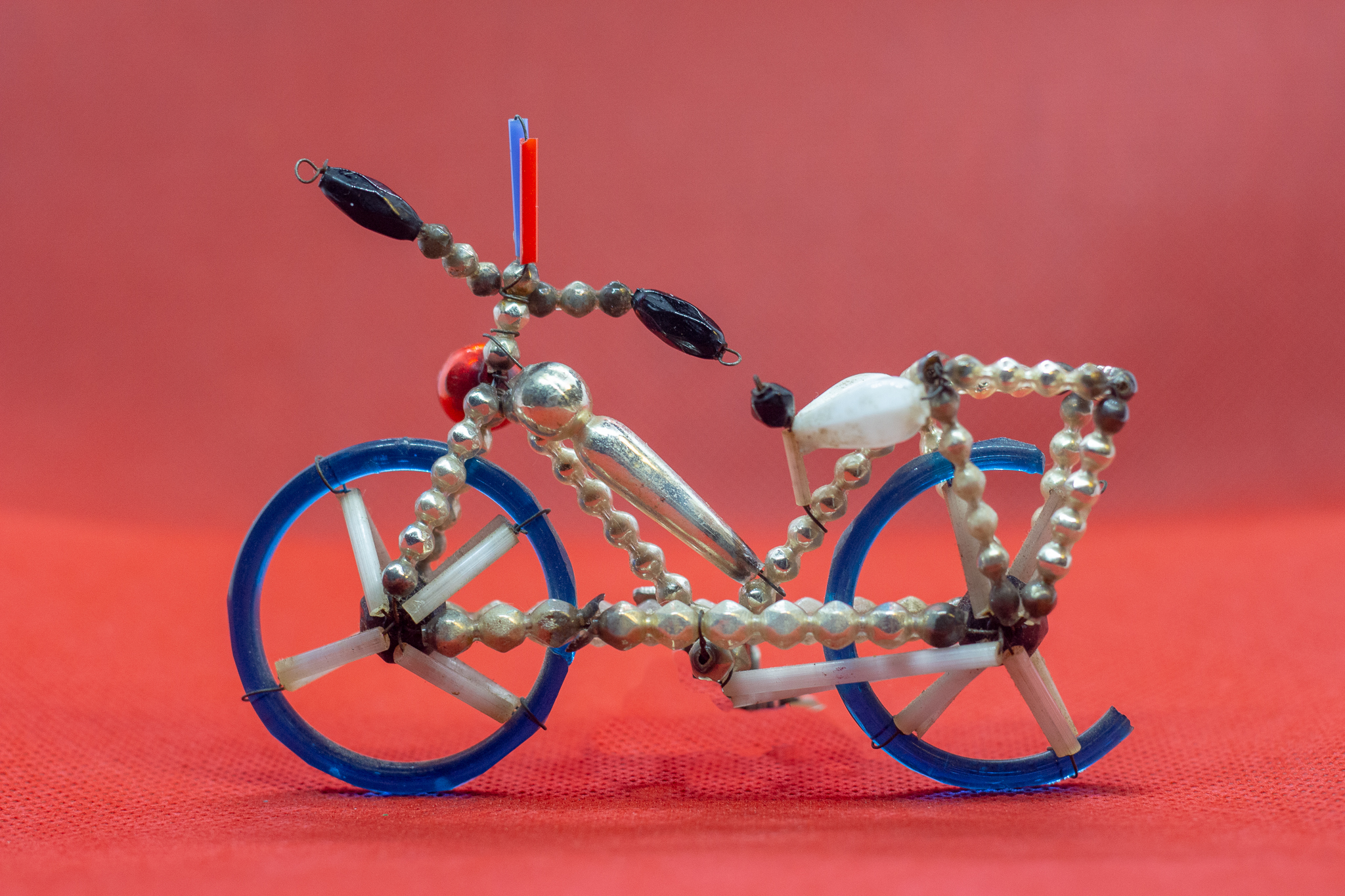
Auch Fahrräder gehören zu den beliebten Motiven.

Unter dem Begriff Gablonzer Christbaumschmuck werden kunsthandwerkliche Erzeugnisse zusammengefasst, die aus der Tradition der Gablonzer Industrie stammen und als Weihnachtsbaumdekoration dienen. Die Bezeichnung verweist auf den deutschen Namen der tschechischen Stadt Jablonec nad Nisou, die seit dem 19. Jahrhundert als glasindustrielles Handelszentrum bekannt ist. Die eigentlichen Produktionsstätten der Perlen lagen ursprünglich in der Umgebung von Gablonz, im Iser- und Riesengebirge, dort insbesondere in der Nähe von Železný Brod (Eisenbrod).
Der einzige Ort, wo dieser Schmuck heute noch produziert wird in Tschechien ist Poniklá.

## Charakterisierung
Wesentliches Element des Gablonzer Christbaumschmucks sind die hohlgeblasenen Glasperlen, die auf einem Draht aneinandergereiht werden und dabei Alltagsgegenstände, Tiere oder Fantasieformen nachbilden. Die Objekte können auch auf andere Formen und Materialien zurückgreifen, um die gewünschte Form zu erreichen, etwa Glasstifte, größere Glaskugeln, Holzperlen, Schaumstoff oder Pfeifenputzerdraht. Neben Tieren (wie Libellen oder Spinnen) waren auch Fahrzeuge (wie Motorräder oder Autos) beliebt.

## Herstellung
Die Perlen entstanden meist in Heimarbeit, der Produktionsprozess involvierte die gesamte Familie: Während häufig Väter oder Großväter, gelegentlich auch die Frauen der Familie, die Hohlglasperlen erzeugten, kam den Älteren und den Kindern das  „Fertigmachen“ zu. Das Glasrohr wurde dafür in Formtemperatur gebracht und mit Lungenkraft schließlich in regelmäßigen Abständen zu Perlen verformt, so dass eine noch miteinander verbundene Perlenkette entstand, der sogenannte  „Klautsch“. Mit einem Feilmesser, heute bei größeren Perlen auch mit einem Schneidrad, wurden schließlich die einzelnen Perlen aus dem Klautsch herausgearbeitet. Anschließend konnte die Perlen kunstvoll auf Drähte aufgereiht werden. Um 1876 wurde der Herstellungsprozess durch eine Perlenformmaschine erleichtert, so dass fortan die Lungenkraft nicht mehr zwingend notwendig war. Zur Verspiegelung kamen anfangs Blei- und Zinnlegierungen, später Silbernitrat zum Einsatz, welches – zunächst mithilfe des Mundes, später maschinell – in die Perlen eingesogen wurde und schließlich an der Innenseite trocknete. Zuletzt konnten die Perlen – je nach Dekorationszweck – in einem Farbbad gefärbt oder mit Glimmer bestreut werden.
Ursprünglich wurden diese Perlen vornehmlich für die Schmuckindustrie erzeugt. Der eigentliche Christbaumschmuck entstand möglicherweise um die Wende zum 20. Jahrhundert und war wohl zu Beginn ein Nebenverdienst, um die Perlen bei schlechter Auftragslage weiterverarbeiten zu können. Andere Quellen vermuten einen Beginn bereits um etwa 1860. Später entwickelte sich der Gablonzer Christbaumschmuck schließlich zum Exportprodukt und wird noch heute in Jablonec bzw. in den Nachfolgefirmen vertriebener Gablonzer hergestellt.